# Bangar (suolo)

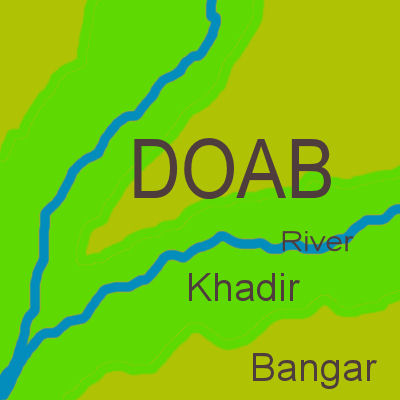
In ogni doab sono presenti un khadar (verde) e un bangar (oliva).

Bangar (in hindi: बांगर) è un termine utilizzato in hindi, urdu, punjabi e sindhi nelle pianure indo-gangetiche dell'India settentrionale e del Pakistan per indicare un particolare tipo di pianura fluviale e suolo alluvionale. Le pianure bangar sono quelle più elevate e distanti dal fiume, e sono costituite da un suolo alluvionale più antico. Le aree bangar vengono inondate solo di rado, ma diversamente dalle zone khaddar, più vicine al fiume, sono generalmente più sabbiose e anche meno fertili.
Dal momento che l'India settentrionale e il Pakistan sono attraversati da una molteplicità di fiumi himalayani che dividono le pianure in doab (vale a dire regioni comprese tra due fiumi), la pianura indo-gangetica è tutta un susseguirsi di fiumi, khaddar e bangar.
Molti centri abitati contengono il termine bangar nel proprio nome (ad es. Chilla Saroda Bangar, Gharonda Neemka Bangar, Pehlad Pur Bangar nel territorio federato di Delhi, e Rampur Bangar nell'Uttar Pradesh).